# Laura Trott (polityk)
Laura Trott (ur. 7 grudnia 1984 w Oxted) – brytyjska polityczka, członkini Partii Konserwatywnej, w latach 2023–2024 naczelny sekretarz skarbu. Od 2019 posłanka do Izby Gmin.

## Życiorys
Urodziła się i wychowała w Oxted, w hrabstwie Surrey. Ukończyła studia z zakresu historii i ekonomii w Pembroke College, na Uniwersytecie Oksfordzkim. Pracowała jako konsultantka ds. strategii w przedsiębiorstwie doradztwa strategicznego PR Booz & Company (obecnie Strategy&), należącego do PwC.
W latach 2010–2014 była radną londyńskiej gminy Camden. Od 2011 do 2016 wchodziła w skład zespołu doradców premiera Davida Camerona. Należała również do zespołu, który opracował program (manifest) Partii Konserwatywnej, przed wyborami parlamentarnymi w 2015. Po kolejnych wyborach w 2017, wycofała się z działalności politycznej i podjęła pracę w branży PR. Jednak w 2019 z powodzeniem kandydowała do Izby Gmin z okręgu wyborczego Sevenoaks, w hrabstwie Kent. Uzyskała w nim reelekcję poselską w kolejnych wyborach. 
W latach 2020–2022 wchodziła w skład komisji parlamentarnej ds. zdrowi i opieki społecznej. Byłą inicjatorką ustawy zakazującej przeprowadzania niektórych zabiegów kosmetycznych (m.in. z użyciem toksyny botulinowej), u osób które nie ukończyły 18 lat. Po objęciu urzędu premiera przez Rishiego Sunaka, został podsekretarzem parlamentarnym ds. emerytur. Sprawowała tę funkcję do 13 listopada 2013, gdy została powołana na stanowisko naczelnego sekretarza skarbu. Zajmowała je do czasu dymisji Sunaka, wchodząc następnie w skład utworzonego przez niego gabinetu cieni – z zachowaniem swojej dotychczasowej funkcji. W listopadzie 2024, po wyborze Kemi Badenoch na stanowisko liderki Partii Konserwatywnej, została ministrem edukacji w kierowanym przez nią gabinecie cieni.
W 2016 otrzymała Order Imperium Brytyjskiego V klasy (MBE).
Jest zamężna i ma troje dzieci.